# Edward S. Reed
Edward S. Reed, né le 20 novembre 1954 – mort le 14 février 1997, est un philosophe des sciences et psychologue écologique américain dans la lignée de James J. Gibson. Ses ouvrages les plus importants ont été publiés sous forme de  triptyque: Encountering the World: Toward an Ecological Psychology, The Necessity of Experience et From Soul to Mind: The Emergence of Psychology, from Erasmus Darwin to William James.